# 507

## Evenimente
- Bătălia de la Vouillé (Vouglé). S-a desfășurat între francii conduși de Clovis I și vizigoții conduși de Alaric al II-lea, încheiată cu victoria francilor.